# هوچ دوکان
هوچ دوکان (به لاتین: Hoch Ducan) یک کوه در سوئیس است که در کانتون گراوبوندن واقع شده‌است. هوچ دوکان ۳٬۰۶۳ متر بالاتر از سطح دریا واقع شده‌است.